# Екатерина Брессюирская
Катрин Коттансо или Екатерина Брессюирская (англ. Catherine Cottenceau of Bressuire), род. в 1733 году, Брессюир, Дё-Севр, Франция — 1 февраля 1794, Аврилье, Мен и Луара, Франция) — французская католическая блаженная, мученица.

## Мученичество
Подверглась гонениям во время Великой французской революции, замучена и убита 1 февраля 1794 года во французской Аврилье.

## Прославление
19 февраля 1984 года Екатерина Брессюирская была беатифицирована Римским папой Иоанном Павлом II вместе с другими мучениками Анже.